# Nikola Jokić
Nikola Jokić (serbisch-kyrillisch Никола Јокић, * 19. Februar 1995 in Sombor, BR Jugoslawien) ist ein serbischer Basketballspieler, der seit 2015 bei den Denver Nuggets in der National Basketball Association (NBA) unter Vertrag steht. Jokić ist ein siebenfacher NBA All-Star und wurde sechsmal in ein All-NBA Team gewählt. Er war der Most Valuable Player (MVP, wertvollster Spieler) der Saisons 2020/21 und 2021/22 sowie 2023/24. Zudem wurde er zum MVP der Finalserie 2022/23 gewählt. Der 2014 an erst 41. Stelle gedraftete Jokić gilt als einer der größten „Draft-Steals“ der NBA-Geschichte.

## Karriere
Im Jahre 2012 unterschrieb Jokić einen Vertrag bei KK Mega Vizura, einem Klub der Adriatic League sowie der serbischen Liga. In der Saison 2013/14 gelang ihm der Durchbruch als Starter und auch Mannschaften aus der NBA wurden auf Jokić aufmerksam. So wurde er im NBA-Draft 2014 von den Denver Nuggets an 41. Stelle ausgewählt, verblieb jedoch noch ein weiteres Jahr bei Mega Vizura. Er entwickelte sich zu einem der besten Spieler der Adriatic League und wurde mit 15,4 Punkten, 9,3 Rebounds und 3,5 Assists pro Spiel in 24 Spielen zum Adriatic MVP gewählt.

### NBA
Im Sommer 2015 wechselte Jokić in die NBA, wo er einen Dreijahresvertrag bei den Nuggets unterschrieb. Jokić etablierte sich im Laufe der Saison als Starter und erzielte in seinem ersten Jahr 10,0 Punkte, 7,0 Rebounds und 2,4 Assists pro Spiel. Bei der anschließenden Wahl zum Rookie of the Year wurde er Dritter und in das NBA All-Rookie First Team berufen. In seinem zweiten NBA-Jahr steigerte sich Jokić stark. Er erzielte 16,7 Punkte, 9,8 Rebounds und 4,9 Assists pro Spiel und belegte am Ende der Saison bei der Wahl zum meistverbesserten Spieler der Saison hinter Giannis Antetokounmpo den zweiten Platz. In seiner dritten NBA-Saison wurde er einer der besten Center in der NBA, konnte seine Werte noch einmal nach oben schrauben und kam auf 18,5 Punkte, 10,7 Rebounds und 6,1 Assists pro Spiel. Am 7. November 2017 erzielte er mit 41 Punkten gegen die Brooklyn Nets seinen bisherigen Karrierebestwert. Trotz seiner starken Werte konnten sich die Denver Nuggets allerdings nicht für die Playoffs qualifizieren und verloren das letzte und entscheidende Spiel gegen die Minnesota Timberwolves knapp. Im Sommer 2018 unterschrieben die Denver Nuggets und Jokić einen neuen Fünfjahresvertrag im Wert von angeblich 146,5 Millionen US-Dollar. Durch diesen neuen Vertrag wurde Jokić einer der bestverdienenden Spieler in der NBA.
Im Jahr 2019 wurde Jokić erstmals in das NBA-All Star Game berufen. Am 8. Juni 2021 wurde bekanntgegeben, dass Jokić zum Gewinner des NBA Most Valuable Player Award gewählt wurde. Damit wurde er zum ersten Center seit Shaquille O’Neal in 2000 und zum ersten Spieler in der Geschichte der Denver Nuggets, der diese Auszeichnung erhielt. Als 41. Pick wurde er außerdem der am niedrigsten gewählte Spieler in der Geschichte der NBA, der zum wertvollsten Spieler gewählt wurde. Davor hatten sich Giannis Antetokounmpo und Steve Nash (beide 15. Stelle) diesen Platz geteilt.
Im Mai 2022 wurde bekanntgegeben, dass Jokić zum Most Valuable Player der Saison 2021/22 gewählt wurde und damit zum ersten Center seit Moses Malone (MVP der Saisons 1981/82 und 1982/83), der die Auszeichnung zweimal in Folge gewann. In jener Saison wurde Jokić zudem zum ersten Spieler in der NBA-Geschichte, der mindestens 2.000 Punkte, 1.000 Rebounds und 500 Assists in einer Saison auflegen konnte.
Am 30. Juni 2022 unterschrieb Jokić eine Vertragsverlängerung im Wert von 264 Millionen USD über 5 Jahre (der zu der Zeit höchstdotierte Vertrag in der Geschichte der NBA). Am 3. November 2022, in einem 122:110-Sieg gegen die Oklahoma City Thunder, erzielte Jokić mit 15 Punkten, 13 Rebounds und 14 Assists das 79. Triple-Double seiner Karriere, und brach damit den Rekord von Wilt Chamberlain für die meisten Triple-Doubles eines Centers. Am 13. Juni 2023 gewann Jokic zum ersten Mal die NBA-Finals. Er wurde zudem als Finals-MVP ausgezeichnet bei einem Schnitt von 30,2 Punkten, 14,0 Rebounds und 6,4 Assists in 5 Final-Spielen.
In der Saison 2023/24 verbuchte er 26,4 Punkte, 12,4 Rebounds und 9 Assists und wurde zum dritten Mal zum wertvollsten Spieler der NBA gewählt. In den Play-offs besiegten die Nuggets in der ersten Runde die Los Angeles Lakers mit 4:1. Im Conference Halbfinale unterlagen sie anschließend den Minnesota Timberwolves mit 3:4. In der Saison 2024/25 gelang ihm als drittem Spieler nach Russell Westbrook und Oscar Robertson über die gesamte Spielzeit ein Triple-Double; dabei kam er auf 29,6 Punkte, 12,7 Rebounds und 10,2 Assists in 70 Einsätzen.

### Nationalmannschaft
Jokić nahm mit der serbischen U19-Auswahl an der U19-Weltmeisterschaft 2013 in Tschechien teil und errang die Silbermedaille. 2016 wurde er für die Qualifikation zu den Olympischen Spielen in die serbische Herrennationalmannschaft berufen. Nach der gelungenen Qualifikation gehörte er auch beim olympischen Basketballturnier in Rio de Janeiro zur serbischen Mannschaft, die nach einer Finalniederlage gegen die Mannschaft der Vereinigten Staaten die Silbermedaille erhielt. Bei den Olympischen Spielen 2024 in Paris gewann er die Bronzemedaille und wurde ins All-Star-Team des Turniers gewählt.

## Spielweise
Die Spielweise des Serben zeichnet sich durch Vielseitigkeit aus. Der mit Körpergröße und -masse eines klassischen Centers ausgestattete Jokić verfügt über eine Ballbehandlung, die den Fähigkeiten eines Spielmachers ähneln. Er wird daher teilweise als Point Center bezeichnet. Jokić selbst bezeichnete sich als Aufbauspieler im Körper eines Centers. Er ist ein guter Passer, verfügt über einen sicheren Distanzwurf, eine hohe Spielintelligenz bei gleichzeitig mittelmäßiger Athletik. Als sein Markenzeichen gilt der sogenannte „Sombor Shuffle“ (benannt nach seiner Heimatstadt Sombor), bei dem er zurückgelehnt mit dem rechten Fuß abspringt, um in hohem Bogen zu werfen – eine dem typischen Wurf Dirk Nowitzkis ähnliche Bewegung.

## NBA-Statistiken

### Reguläre Saison
| Saison   | Team     | GP  | GS  | MPG  | FG % | 3P % | FT % | RPG  | APG  | SPG | BPG | PPG  |
| -------- | -------- | --- | --- | ---- | ---- | ---- | ---- | ---- | ---- | --- | --- | ---- |
| 2015–16  | Denver   | 80  | 55  | 21.7 | .512 | .333 | .811 | 7.0  | 2.4  | 1.0 | 0.6 | 10.0 |
| 2016–17  | Denver   | 73  | 59  | 27.9 | .578 | .324 | .825 | 9.8  | 4.9  | 0.8 | 0.8 | 16.7 |
| 2017–18  | Denver   | 75  | 73  | 32.6 | .499 | .396 | .850 | 10.7 | 6.1  | 1.2 | 0.8 | 18.5 |
| 2018–19  | Denver   | 80  | 80  | 31.3 | .511 | .307 | .821 | 10.8 | 7.3  | 1.4 | 0.7 | 20.1 |
| 2019–20  | Denver   | 73  | 73  | 32.0 | .528 | .314 | .817 | 9.7  | 7.0  | 1.2 | 0.6 | 19.9 |
| 2020–21  | Denver   | 72  | 72  | 34.6 | .566 | .388 | .868 | 10.8 | 8.3  | 1.3 | 0.7 | 26.4 |
| 2021–22  | Denver   | 74  | 74  | 33.5 | .583 | .337 | .810 | 13.8 | 7.9  | 1.5 | 0.9 | 27.1 |
| 2022–23  | Denver   | 69  | 69  | 33.7 | .632 | .383 | .812 | 11.8 | 9.8  | 1.3 | 0.7 | 24.5 |
| 2023–24  | Denver   | 79  | 79  | 34.6 | .583 | .359 | .817 | 12.4 | 9.0  | 1.4 | 0.9 | 26.4 |
| 2024–25  | Denver   | 70  | 70  | 36.7 | .576 | .417 | .800 | 12.7 | 10.2 | 1.8 | 0.6 | 29.6 |
| Gesamt   | Gesamt   | 745 | 704 | 31.7 | .560 | .360 | .824 | 10.9 | 7.2  | 1.3 | 0.7 | 21.8 |
| All-Star | All-Star | 8   | 6   | 15.7 | .667 | .400 | .00  | 5.1  | 4.3  | 0.8 | 0.1 | 6.0  |

### Play-offs
| Saison  | Team   | GP | GS | MPG  | FG % | 3P % | FT % | RPG  | APG | SPG | BPG | PPG  |
| ------- | ------ | -- | -- | ---- | ---- | ---- | ---- | ---- | --- | --- | --- | ---- |
| 2018–19 | Denver | 14 | 14 | 39.8 | .506 | .393 | .846 | 13.0 | 8.4 | 1.1 | 0.9 | 25.1 |
| 2019–20 | Denver | 19 | 19 | 36.5 | .519 | .429 | .835 | 9.8  | 5.7 | 1.1 | 0.8 | 24.4 |
| 2020–21 | Denver | 10 | 10 | 34.5 | .509 | .377 | .836 | 11.6 | 5.0 | 0.6 | 0.9 | 29.8 |
| 2021–22 | Denver | 5  | 5  | 34.2 | .575 | .278 | .848 | 13.2 | 5.8 | 1.6 | 1.0 | 31.0 |
| 2022–23 | Denver | 20 | 20 | 39.4 | .548 | .461 | .799 | 13.5 | 9.5 | 1.1 | 1.0 | 30.0 |
| 2023–24 | Denver | 12 | 12 | 40.2 | .545 | .264 | .901 | 13.4 | 8.7 | 1.4 | 0.7 | 28.7 |
| 2024–25 | Denver | 14 | 14 | 40.2 | .489 | .380 | .772 | 12.7 | 8.0 | 2.0 | 0.9 | 26.2 |
| Gesamt  | Gesamt | 80 | 80 | 38.0 | .531 | .390 | .837 | 12.3 | 7.5 | 1.1 | 0.9 | 27.7 |

## Erfolge und Auszeichnungen
- 1 × NBA-Champion: 2023
- 1 × NBA Finals MVP: 2023
- 3 × NBA Most Valuable Player: 2021, 2022, 2024
- 1 × NBA Western Conference Finals MVP: 2023
- 5 × All-NBA First Team: 2019, 2021, 2022, 2024, 2025
  - 2 × All-NBA Second Team: 2020, 2023
- 7 × NBA All-Star: 2019–2025
- NBA All-Rookie First Team: 2016[22]
- Best NBA Player ESPY Award: 2023
- 8 × Spieler des Monats der Western Conference: Januar, März 2021; Januar, März 2022; Januar, Februar 2023, November 2023, Januar 2025

## Rekorde
- erster Spieler, der in den Playoffs ein Triple-Double mit mindestens 34 Punkten, 21 Rebounds und 14 Assists erzielte (im 1. Spiel gegen die L.A. Lakers 2022/23)[23]
  - viertes 30-Punkte-20-Rebounds-Triple-Double überhaupt (Jokic 2×, Kareem Abdul-Jabbar und Wilt Chamberlain)[23]
- erster Spieler, der in den Playoffs eine Serie von drei 20-Punkte-Triple-Doubles spielte (im Conference-Halbfinale und -Finale 2022/23)[24]
- erster Spieler, dem ein Triple-Double mit mindestens 30 Punkten, 20 Rebounds und 20 Assists gelang (31-21-22 gegen die Phoenix Suns in der Regular Season 2024/25)[25]
- meiste Punkte bei einem Triple-Double mit 61.[26]

## Trivia
Jokic's große Leidenschaft für Pferde und Pferdesport wird regelmäßig in Medienberichten über ihn erwähnt. 2022 gab er in einem Interview zu Protokoll, dass es sein Traum wäre, nach der NBA-Karriere Trainer für Trabrennen zu werden.